# 967
Раннє Середньовіччя •  Епоха вікінгів •  Золота доба ісламу •  Реконкіста

## Геополітична ситуація
Василевсом Візантії був Никифор II Фока. Оттон I Великий правив у Священній Римській імперії.
Західним Франкським королівством правив, принаймні формально, Лотар.
Апеннінський півострів розділений між численними державами: північ належить Священній Римській імперії, середню частину займає Папська область, на південь від Римської області лежать невеликі незалежні герцогства, деякі області на півночі та на півдні належать Візантії, інші окупували сарацини. Південь Піренейського півострова займає Кордовський халіфат, у якому править Аль-Хакам II. Північну частину півострова займають королівство Астурія і королівство Галісія та королівство Леон, де править Раміро III.
Королівство Англія очолює Едгар Мирний.
У Київській Русі триває правління Святослава Ігоровича. У Польщі править Мешко I, Перше Болгарське царство очолює цар Петро I, Богемія, Моравія, у Хорватії король Михайло Крешимир II. Великим князем мадярів був Такшонь.
Аббасидський халіфат очолює аль-Муті, в Іфрикії владу утримують Фатіміди, в Середній Азії — Саманіди. У Китаї розпочалося правління династії Сун. Значними державами Індії є Пала, держава Раштракутів, Пратіхара, Чола. В Японії триває період Хей'ан. На північ від Каспійського та Азовського морів усе ще існує Хозарський каганат, що зазнав важкої поразки від русичів.

## Події

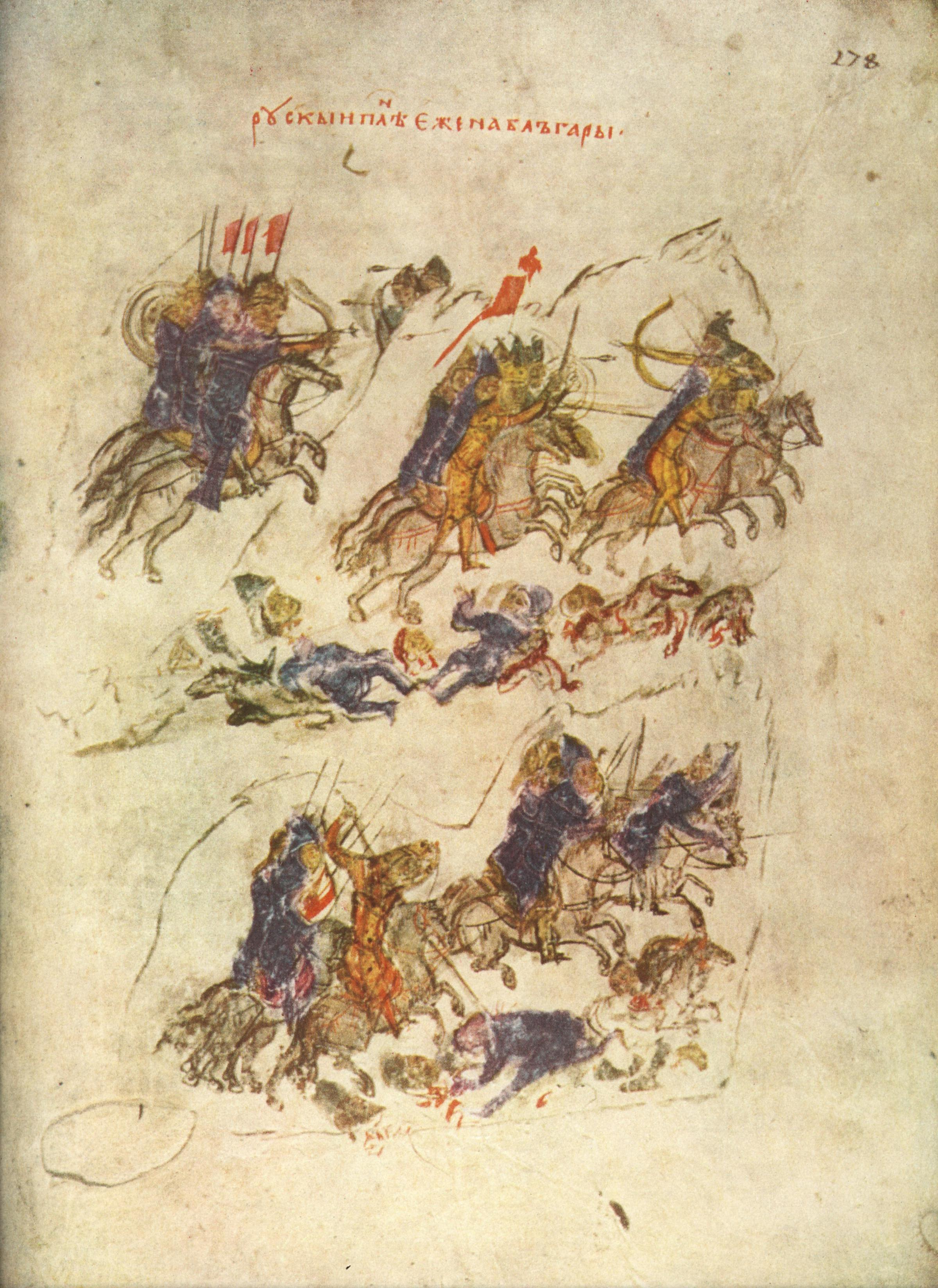
Святослав Київський вторгається у Болгарію. З хроніки 14 ст.

- Візантійський василевс Никифор II Фока розірвав стосунки з болгарським царем Петром I, відмовився платити данину, і звернувся за допомогю до київського князя Святослава.
- Князь Святослав з союзниками печенігами й угорськими вождями, зійшли на дунайський берег поблизу Переяславця. Битва з болгарським царським військом принесла перемогу руській зброї.
- Оттона II, сина Оттона I Великого, короновано співімператором Священної Римської імперії.